# Геррюнга (комуна)
Комуна Геррюнга (швед. Herrljunga kommun) — адміністративно-територіальна одиниця місцевого самоврядування, що розташована в лені Вестра-Йоталанд у південно-західній Швеції.
Геррюнга 182-а за величиною території комуна Швеції. Адміністративний центр комуни — місто Геррюнга.

## Населення
Населення становить 9 282 чоловік (станом на вересень 2012 року). 
| Кількість населення комуни Геррюнга за 1970-2010 роки | Кількість населення комуни Геррюнга за 1970-2010 роки | Кількість населення комуни Геррюнга за 1970-2010 роки | Кількість населення комуни Геррюнга за 1970-2010 роки | Кількість населення комуни Геррюнга за 1970-2010 роки |
| ----------------------------------------------------- | ----------------------------------------------------- | ----------------------------------------------------- | ----------------------------------------------------- | ----------------------------------------------------- |
| Рік                                                   |                                                       |                                                       | Населення                                             |                                                       |
| 1970                                                  | 1970                                                  |                                                       | 9 027                                                 | 9 027                                                 |
| 1975                                                  | 1975                                                  |                                                       | 8 833                                                 | 8 833                                                 |
| 1980                                                  | 1980                                                  |                                                       | 9 347                                                 | 9 347                                                 |
| 1985                                                  | 1985                                                  |                                                       | 9 281                                                 | 9 281                                                 |
| 1990                                                  | 1990                                                  |                                                       | 9 645                                                 | 9 645                                                 |
| 1995                                                  | 1995                                                  |                                                       | 9 724                                                 | 9 724                                                 |
| 2000                                                  | 2000                                                  |                                                       | 9 447                                                 | 9 447                                                 |
| 2005                                                  | 2005                                                  |                                                       | 9 305                                                 | 9 305                                                 |
| 2010                                                  | 2010                                                  |                                                       | 9 314                                                 | 9 314                                                 |
| Джерело: SCB                                          |                                                       |                                                       |                                                       |                                                       |

## Населені пункти
Комуні підпорядковано 3 міські поселення (tätort) та низка сільських, більші з яких:
- Геррюнга (Herrljunga)
- Аннелюнд (Annelund)
- Юнґ (Ljung)
- Гудене (Hudene)
- Молларид (Mollaryd)
- Ремменедаль (Remmenedal)

## Галерея

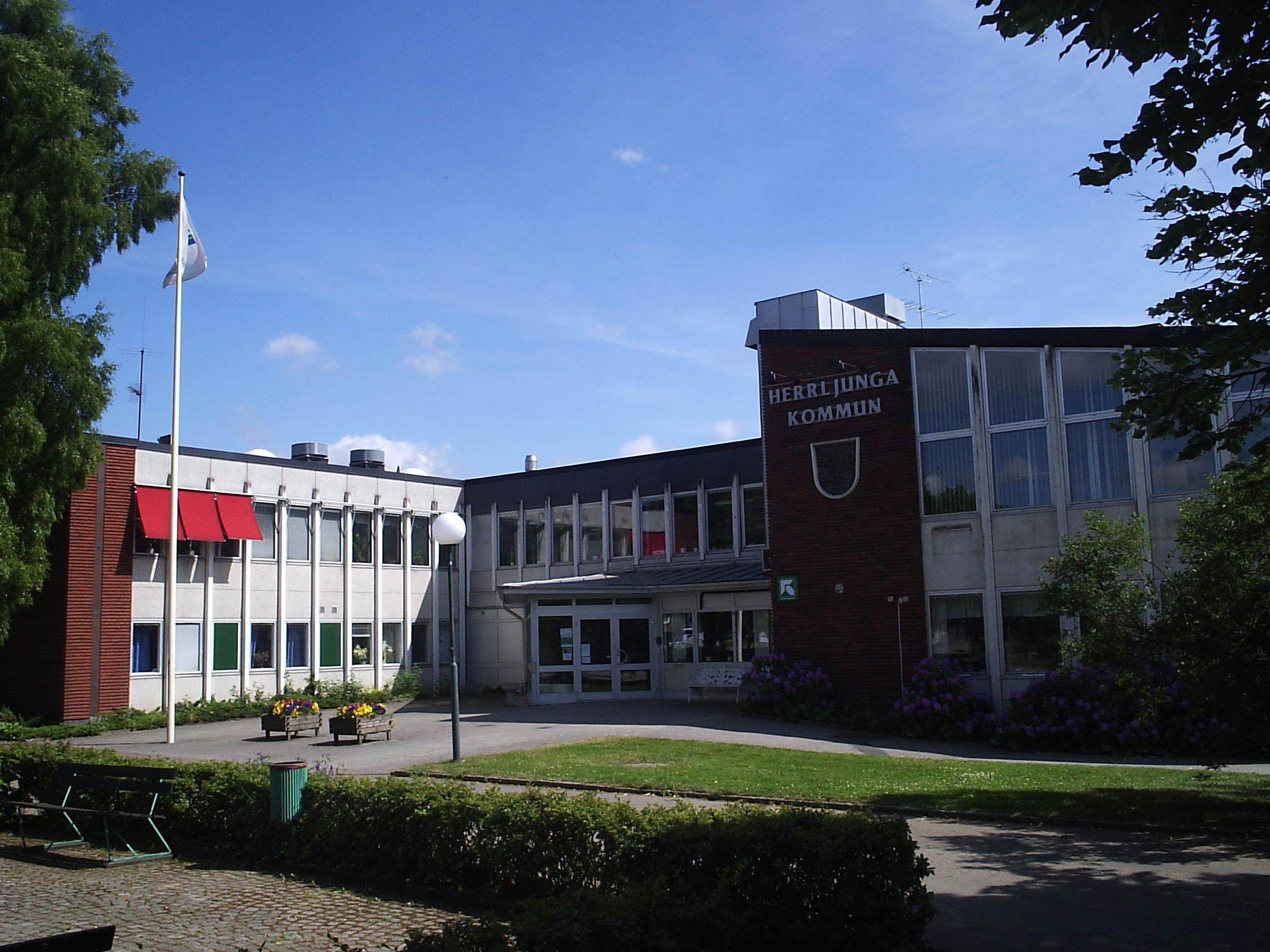
Управа комуни (Геррюнга)
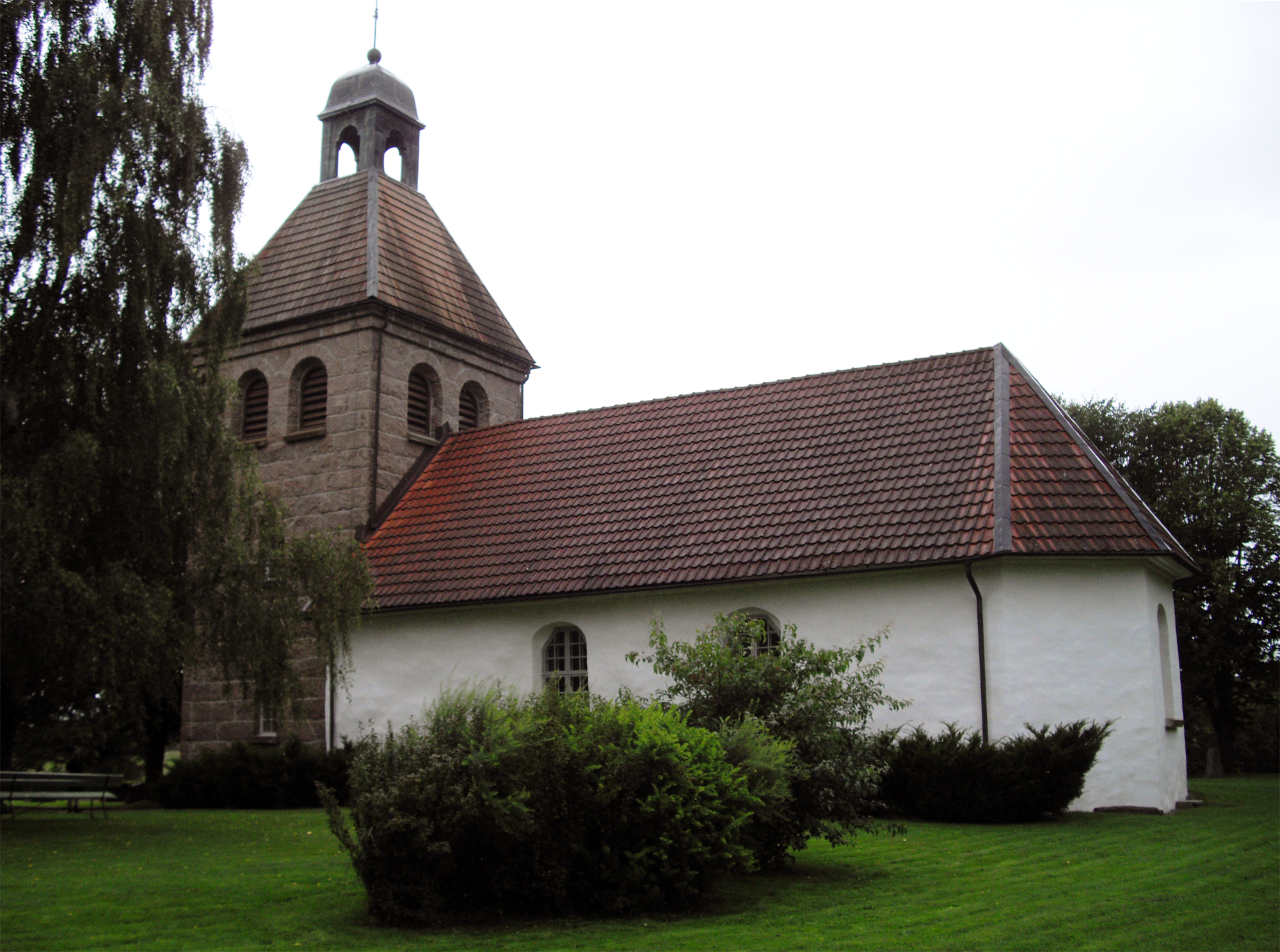
Церква (Ера)
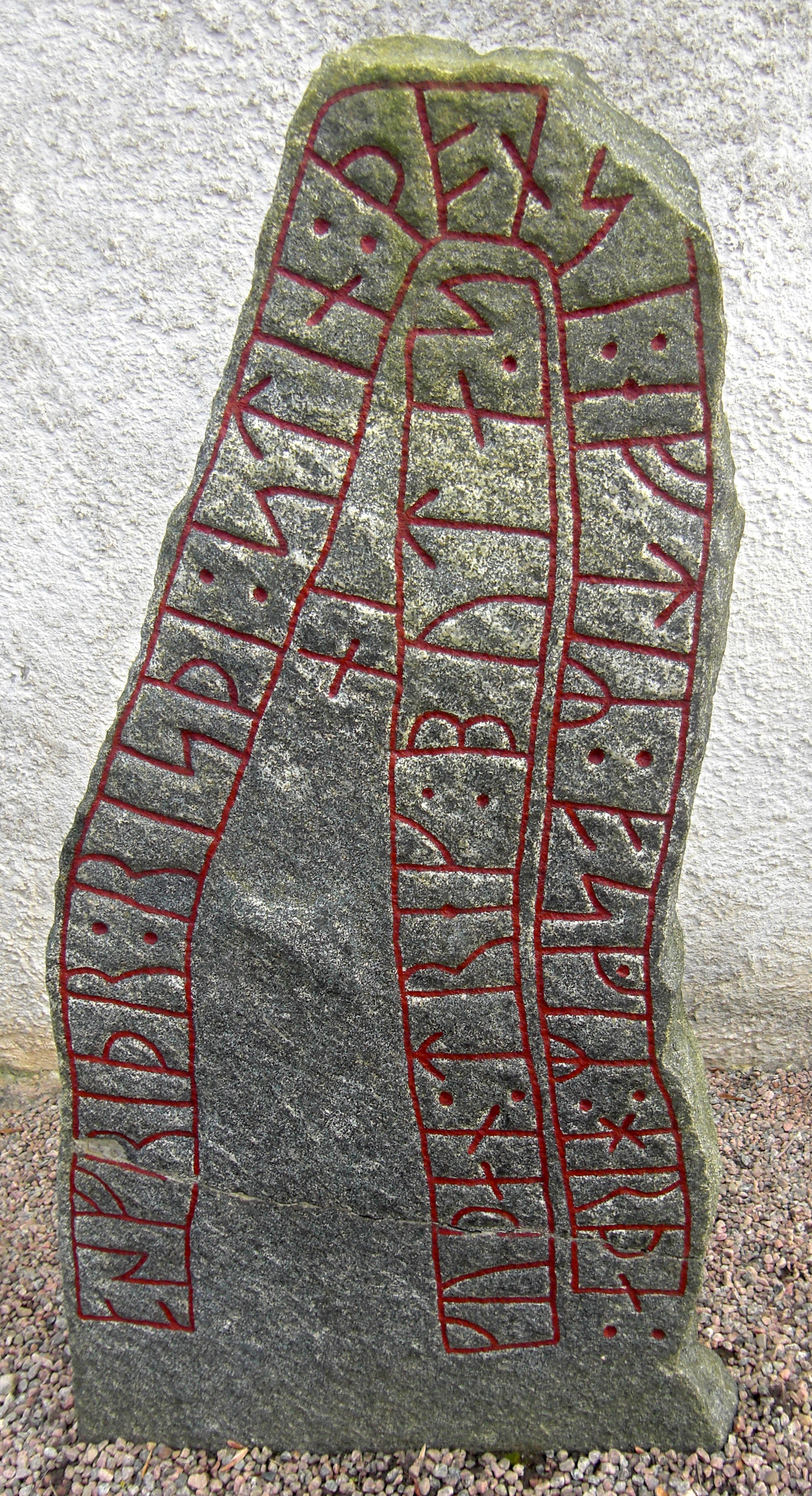
Рунічний камінь (Фелене)
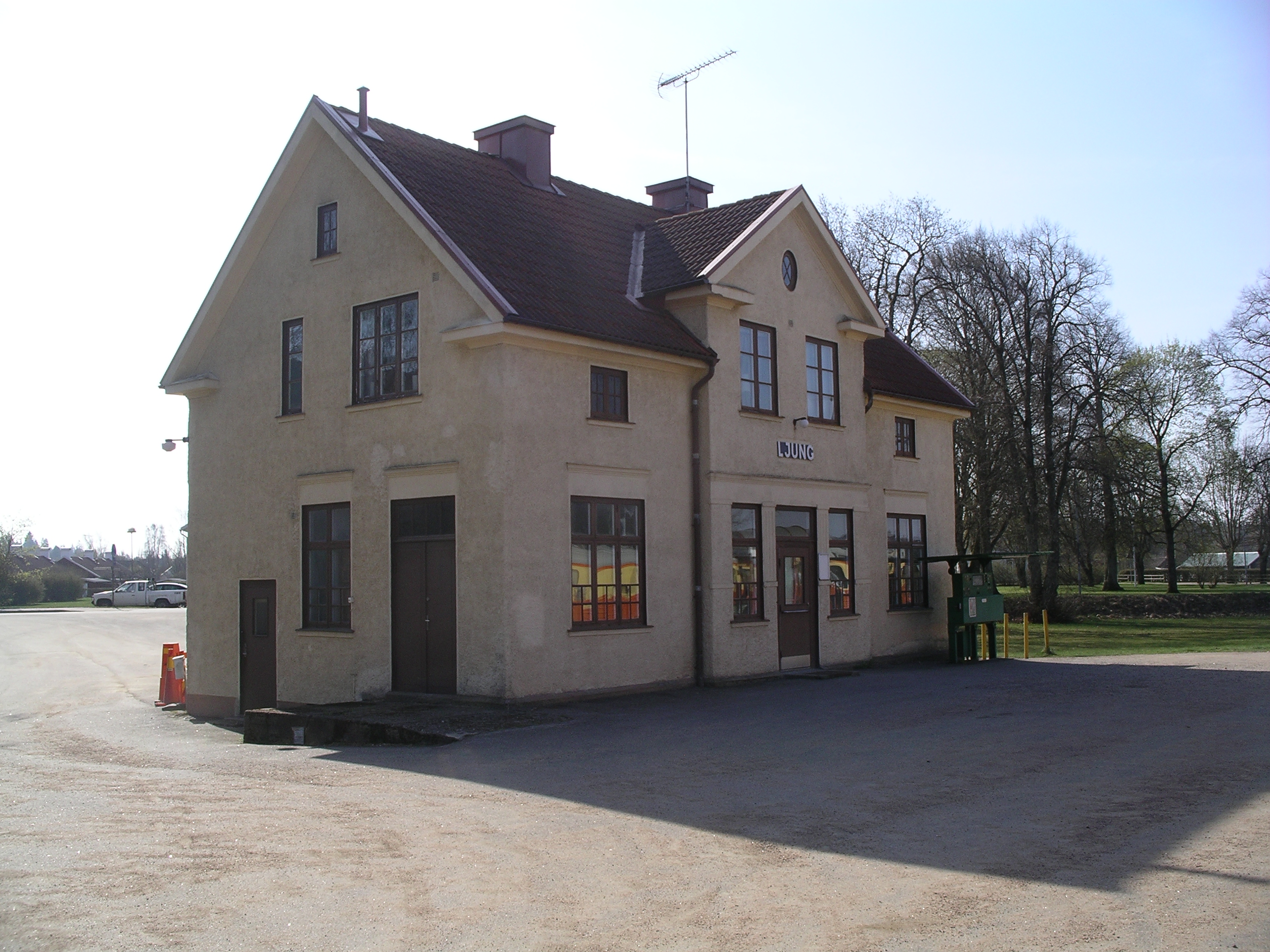
Залізнична станція Юнґ

## Виноски
1. ↑  https://www.herrljunga.se/download/18.3101593d183cb81b023efe/1671692721141/2022-12-12,%202022-12-15%20protokoll%20kommunfullm%C3%A4ktige.pdf
2. ↑  https://sverigesradio.se/artikel/7104281
3. ↑  https://sverigesradio.se/artikel/7102640
4. 1 2  https://sverigesradio.se/artikel/6041811
5. ↑  https://sverigesradio.se/artikel/5705675
6. ↑  (unspecified title) — 2007. — ISBN 91-38-32358-3
7. ↑  https://sverigesradio.se/artikel/6192243
8. ↑  https://www.bt.se/herrljunga/palm-ny-ordforande-i-herrljunga/
9. ↑  (unspecified title) — 2006. — ISBN 91-38-32230-7
10. ↑  (unspecified title) — 1999. — ISBN 91-38-31445-2
11. ↑  Folkmangd i riket, lan och kommuner (шв.) . Центральне бюро статистики Швеції. Архів оригіналу за 20 серпня 2013. Процитовано 23 лютого 2013.